# Соснове (Калінінградська область)
Соснове (рос. Сосновое) — селище Славського району, Калінінградської області Росії. Входить до складу Славського міського поселення.
Населення — 29 осіб (2015 рік).

## Населення
| 2002 | 2010 |
| ---- | ---- |
| 35   | ↘29  |